# Секелаз (комуна)
Секелаз (рум. Săcălaz) — комуна у повіті Тіміш в Румунії. До складу комуни входять такі села (дані про населення за 2002 рік):
- Берегсеу-Маре (1704 особи)
- Берегсеу-Мік (811 осіб)
- Секелаз (3758 осіб)

Комуна розташована на відстані 418 км на захід від Бухареста, 9 км на захід від Тімішоари.

## Населення
За даними перепису населення 2002 року у комуні проживали 6273 особи.
Національний склад населення комуни:
| Національність | Кількість осіб | Відсоток |
| -------------- | -------------- | -------- |
| румуни         | 5903           | 94,1%    |
| серби          | 152            | 2,4%     |
| угорці         | 92             | 1,5%     |
| цигани         | 73             | 1,2%     |
| німці          | 40             | 0,6%     |
| українці       | 5              | 0,1%     |
| болгари        | 4              | 0,1%     |
| словаки        | 3              | < 0,1%   |
| китайці        | 1              | < 0,1%   |

Рідною мовою назвали:
| Мова       | Кількість осіб | Відсоток |
| ---------- | -------------- | -------- |
| румунська  | 5963           | 95,1%    |
| сербська   | 152            | 2,4%     |
| угорська   | 75             | 1,2%     |
| циганська  | 39             | 0,6%     |
| німецька   | 36             | 0,6%     |
| болгарська | 3              | < 0,1%   |
| словацька  | 2              | < 0,1%   |
| українська | 1              | < 0,1%   |
| китайська  | 1              | < 0,1%   |

Склад населення комуни за віросповіданням:
| Релігія            | Кількість осіб | Відсоток |
| ------------------ | -------------- | -------- |
| православні        | 5473           | 87,2%    |
| п'ятдесятники      | 555            | 8,8%     |
| римо-католики      | 116            | 1,8%     |
| греко-католики     | 55             | 0,9%     |
| баптисти           | 38             | 0,6%     |
| реформати          | 19             | 0,3%     |
| адвентисти         | 7              | 0,1%     |
| не вказали релігію | 1              | < 0,1%   |